# Снеговик (роман)
«Снеговик» (норв. Snømannen) — детективный роман норвежского писателя Ю Несбё, седьмой роман в серии о следователе Харри Холе. На русском языке опубликован в переводе Екатерины Гудовой.

## Сюжет
Книга начинается с флешбэка 1980 года. Замужняя женщина занимается сексом с любовником в середине дня, в то время как её юный сын ждет в машине снаружи; их любовные ласки прерываются, когда они думают, что кто-то смотрит на них снаружи в окно, но это оказывается просто высокий снеговик.
Главное действие происходит в 2004 году. Детектив Харри Холе расследует несколько недавних исчезновений женщин в Осло. Его опыт более ранней стажировки в ФБР ведёт его к поиску связи между случаями, и он находит две приметы – каждая жертва является замужней и матерью, и каждое исчезновение сопровождается появлением снеговика. Оглядываясь назад на предыдущие нераскрытые дела, Холе приходит к выводу, что он наткнулся на случай первого официального серийного убийцы в Норвегии, поскольку он обнаруживает ещё больше женщин, которые исчезли и, как полагают, были похищены или убиты похожим способом. Почти все жертвы исчезли после того, как выпал первый снег, около места преступления находят снеговика; этот факт обычно игнорировался следователями по старым делам.
Дальнейшие поиски вынуждают Харри и его команду – включая новую сотрудницу Катрину Братт, недавно переданную в Осло из полицейского управления в Бергене – подозревать, что проблемы с отцовством у жертв могут быть поводом для убийств. Они обнаруживают, что у всех детей жертв отцы – не те мужчины, которых они считают отцами. Результаты анализа ДНК уводят расследование в несколько неправильных направлений, при этом несколько подозреваемых в убийстве освобождаются от подозрений из запроса.
За короткий промежуток времени Харри Холе и Катрина объединяются – как лично, так и профессионально. Он признает в ней родственную душу – блестящего детектива, который в состоянии заметить мельчайшую деталь и понять связь между ними. Кроме того, у неё есть тот же самый вид одержимой привязанности к работе, которую он сам испытывает – одержимость, которая ранее заставила его подругу, Ракель, разорвать с ним отношения. Более того, во время расследования Харри продолжает тайно встречаться с Ракель, несмотря на то, что она нашла нового мужчину, Матиаса.
В конечном счете, однако, подозрение падает на Катрину Братт как на «Снеговика», после того, как она пытается подставить одного из главных подозреваемых. Харри преследует её и, наконец, догоняет её на месте одного из предыдущих убийств. Её арестовывают и передают психиатрическому отделению.
В то же самое время вышестоящие руководители Холе решают, что скандал из-за того, что они позволили серийному убийце работать над делом об убийстве, будет губительным для них, и приходят к выводу, что им нужен «козёл отпущения», чтобы успокоить прессу. Из-за давнишних проблем с алкоголизмом и плохой репутации в полицейском управлении, Харри Холе заочно выдвинут на эту кандидатуру.
Тем временем, обнаружив ещё одну жертву, Холе понимает, что убийца всё ещё на свободе. Из-за случайной догадки, вызванной случайным комментарием, он выводит важное логическое заключение, которое, в конечном счете, приводит его к личности истинного преступника. Убийцей оказывается Матиас. Он знал, что является сыном любовника своей матери, а не того, кого считал отцом. Это именно с него начинается флешбэк, он тот самый юноша, мать которого в начале книги занималась сексом с любовником. За что он убил свою мать. А в дальнейшем, став врачом, сравнивал биологические анализы родителей и детей. И когда ДНК отца не совпадало с ДНК ребёнка, мать ребёнка была обречена, Матиас её убивал.
В конце книги он пытается убить Ракель и её сына, но Холе успевает их спасти. А Матиаса арестовывают. Тому обеспечено пожизненное заключение, но, учитывая тот факт, что Матиас смертельно болен аутоиммунным заболеванием, долго он всё равно не протянет.
Успех Харри Холе в заключительном определении убийцы устраняет любую потребность в «козле отпущения», и Катрина Братт, после дальнейших проверок ментальной стабильности, возвращается в полицейское управление Бергена.

## Критика
Томас Кауфман написал, что «… «Снеговик» дает нам саспенс и подлинную галерею незабываемых подозреваемых, что делает его отличной книгой. Однажды Альфред Хичкок сказал о людях, садящихся кататься на американских горках – они кричат от страха, спускаясь вниз, и смеются, когда подъезжают к финишу. Некоторым людям нравится развлекаться подобным образом, как сказал Хичкок, а он был тем человеком, что построил американские горки. «Снеговик» – первоклассная поездка на американских горках».

## Экранизация
Сообщалось, что Мартин Скорсезе снимет экранизацию, которая будет сделана британской производственной компанией Working Title Films, c запланированным выходом на экраны в 2013 году. Но в апреле 2014 года ветерана Голливуда сменил шведский режиссёр Томас Альфредсон, отметившийся удачной экранизацией шпионского детектива «Шпион, выйди вон!». Теперь Скорсезе числится в исполнительных продюсерах ленты наряду с самим скандинавским писателем. Главные роли в фильме исполнили Майкл Фассбендер и Ребекка Фергюсон.
Мировая премьера состоялась 20 ноября 2017 года.